# 快餐咖啡店伊甸園
『快餐咖啡店伊甸園』（日语：スナック喫茶エデン）是富士電視台在2012年10月21日開始播放的深夜音樂綜藝節目。至2013年3月24日的每月1回不定期在星期日24:25 - 25:25播放。

## 概要
每回都有嘉賓來訪，以休息室脱口秀方式进行，并且还将让嘉宾在披露与自身形象大相径庭的曲目新感覺的音樂綜藝節目。

## 簡介
靠近天空樹附近，東京都墨田区押上的車站前的小巷中的小吃店咖啡館「伊甸園」中，有個不相稱的舞台，每天訪問的人會唱自己愛的歌

## 出演者

### 定期[2]
リリーさん - 中川雅也
「伊甸園」的老闆。
こむろさん - 小室哲哉
すずき - 鈴木浩介
「伊甸園」的老顾客。
「伊甸園」的店員。
みなみ - 高橋みなみ（no3b）
老闆的女儿，「伊甸園」的看板娘。
なぎさ - 小嶋陽菜（no3b）
「伊甸園」的老顾客。
みぃちゃん - 峯岸みなみ（no3b）
みなみ的青梅竹馬。

### 嘉賓

#### 第1回[2]
翔 - 綾小路翔（氣志團）
いけださん - 池田鉄洋
「伊甸園」的老顾客。
BENI - BENI
團子屋「ももたろう」的美人店員。

#### 第2回
ナオト - NAOTO INTI RAYMI
みぃちゃん的哥哥。
（役名不詳） - 雅-MIYAVI-
しげる - 泉谷しげる
カーリー・レイ・ジェプセン - 卡莉·瑞·吉普森
來訪「伊甸園」的外国客人。
たまお - 中村玉緒
リリー的母親，みなみ的祖母。
ほしの - 星野源
みなみ的男朋友すずき的同學。

## 披露樂曲
| 回 | 播放日          | 歌手             | 披露曲                                      |
| -- | --------------- | ---------------- | ------------------------------------------- |
| 1  | 2012年 10月21日 | 小室哲哉         | THE CHECKERS「黎明的氣息」                  |
| 1  | 2012年 10月21日 | 綾小路翔         | 工藤静香「慟哭」                            |
| 1  | 2012年 10月21日 | 池田鉄洋         | 安全地帶「ワインレッドの心」                |
| 1  | 2012年 10月21日 | BENI             | 斉藤和義「歌うたいのバラッド」              |
| 2  | 2012年 11月18日 | NAOTO INTI RAYMI | 加藤和彦･北山修「あの素晴しい愛をもう一度」 |
| 2  | 2012年 11月18日 | 泉谷しげる       | 石原裕次郎「夜霧よ今夜も有難う」            |
| 2  | 2012年 11月18日 | 鈴木浩介         | 兒歌「サッちゃん」 森山良子「さとうきび畑」 |
| 2  | 2012年 11月18日 | 星野源           | 森進一「襟裳岬」                            |
| 2  | 2012年 11月18日 | no3b             | no3b「キリギリス人」                        |
| 3  | 2012年 12月9日  | 茂木健一郎       | 尾崎豊「15の夜」                            |
| 3  | 2012年 12月9日  | 大橋トリオ       | 鄧麗君「任時光從身邊流逝」                  |
| 3  | 2012年 12月9日  | 藤あや子         | 世良公則&ツイスト「銃爪」                   |
| 3  | 2012年 12月9日  | 勝村政信         | 水原弘「黄昏のビギン」                      |
| 3  | 2012年 12月9日  | no3b             | no3b「キリギリス人」                        |

## 工作人員
- 企劃：秋元康
- 構成：長谷川朝二、八代丈寛、大井達朗、大野ケイスケ
- 企劃協力：日枝広道
- A&R：住田ひろ志
- 美術制作：三竹寛典
- 美術進行：鈴木真吾
- 藝術總監：鈴木賢太
- 設計師：安倍彩
- 大道具：松本達也
- 亞克力裝飾：斎藤祐介
- 電飾：平野正英
- 裝飾：門間誠
- 植木裝飾：中溝雅彦
- 視覺効果：後藤健
- 樂器：黒田輝
- 衣服：浅見彰
- 持道具：今関悠
- 化妝：水落万里子
- 藝術協調員：山崎典子
- CG：木本禎子
- CG合成：笠島久嗣
- TD：勝村信之
- CAM：上田容一郎
- VE；小川栄治
- AUD：鹿又健一
- PA：佐々木洋
- LD：小林敦洋(#1)、北澤正樹(#2)
- 編集：大目象一(#1)、佐々木勝成(#2)
- MA：柳智隆
- 音響効果：長澤佑樹
- TK：松下絵里(#1)、水越理恵(#2)
- 廣報：瀬田裕幸
- 舞台：古賀美由紀
- 協力：八峯電視台、FLT、サンフォニックス、ハーフトーンミュージック、FUJI ART、マルチバックス （页面存档备份，存于）
- 制作協力：D:COMPLEX
- 編成：浜野貴敏
- AP：吉筋公美
- FD：萩原啓大(#1)、井口泰志(#2)
- 製作人：朝妻一、河本晃典、永盛健之、大川泰
- 首席製作人：黒木彰一
- 主任：松永健太郎
- 導演：三木康一郎

## 主題歌
- no3b「キリギリス人」

## 播放電視台
| 播放對象地域   | 播放電視台             | 系列                                         | 播放日時                          | 播放期間         | 備考     |
| -------------- | ---------------------- | -------------------------------------------- | --------------------------------- | ---------------- | -------- |
| 關東廣域圏     | 富士電視台 (CX)        | 富士電視台系列                               | 每月1回不定期星期日 24:25 - 25:25 | 2012年10月21日 - | 制作局   |
| 北海道         | 北海道文化放送 (UHB)   | 富士電視台系列                               | 每月1回不定期星期日 24:25 - 25:25 | 2012年10月21日 - | 同時播放 |
| 岩手縣         | 岩手可愛電視台 (MIT)   | 富士電視台系列                               | 每月1回不定期星期日 24:25 - 25:25 | 2012年10月21日 - | 同時播放 |
| 宮城縣         | 仙台放送 (OX)          | 富士電視台系列                               | 每月1回不定期星期日 24:25 - 25:25 | 2012年10月21日 - | 同時播放 |
| 秋田縣         | 秋田電視台 (AKT)       | 富士電視台系列                               | 每月1回不定期星期日 24:25 - 25:25 | 2012年10月21日 - | 同時播放 |
| 山形縣         | 櫻桃電視台 (SAY)       | 富士電視台系列                               | 每月1回不定期星期日 24:25 - 25:25 | 2012年10月21日 - | 同時播放 |
| 福島縣         | 福島電視台 (FTV)       | 富士電視台系列                               | 每月1回不定期星期日 24:25 - 25:25 | 2012年10月21日 - | 同時播放 |
| 新潟縣         | 新潟綜合電視台 (NST)   | 富士電視台系列                               | 每月1回不定期星期日 24:25 - 25:25 | 2012年10月21日 - | 同時播放 |
| 長野縣         | 長野放送 (NBS)         | 富士電視台系列                               | 每月1回不定期星期日 24:25 - 25:25 | 2012年10月21日 - | 同時播放 |
| 静岡縣         | 静岡電視台 (SUT)       | 富士電視台系列                               | 每月1回不定期星期日 24:25 - 25:25 | 2012年10月21日 - | 同時播放 |
| 富山縣         | 富山電視台 (BBT)       | 富士電視台系列                               | 每月1回不定期星期日 24:25 - 25:25 | 2012年10月21日 - | 同時播放 |
| 石川縣         | 石川電視台 (ITC)       | 富士電視台系列                               | 每月1回不定期星期日 24:25 - 25:25 | 2012年10月21日 - | 同時播放 |
| 福井縣         | 福井電視台 (FTB)       | 富士電視台系列                               | 每月1回不定期星期日 24:25 - 25:25 | 2012年10月21日 - | 同時播放 |
| 中京廣域圏     | 東海電視台 (THK)       | 富士電視台系列                               | 每月1回不定期星期日 24:25 - 25:25 | 2012年10月21日 - | 同時播放 |
| 近畿廣域圏     | 關西電視台 (KTV)       | 富士電視台系列                               | 每月1回不定期星期日 24:25 - 25:25 | 2012年10月21日 - | 同時播放 |
| 島根縣・鳥取縣 | 山陰中央電視台 (TSK)   | 富士電視台系列                               | 每月1回不定期星期日 24:25 - 25:25 | 2012年10月21日 - | 同時播放 |
| 岡山縣・香川縣 | 岡山放送 (OHK)         | 富士電視台系列                               | 每月1回不定期星期日 24:25 - 25:25 | 2012年10月21日 - | 同時播放 |
| 廣島縣         | 新廣島電視台 (TSS)     | 富士電視台系列                               | 每月1回不定期星期日 24:25 - 25:25 | 2012年10月21日 - | 同時播放 |
| 愛媛縣         | 愛媛電視台 (EBC)       | 富士電視台系列                               | 每月1回不定期星期日 24:25 - 25:25 | 2012年10月21日 - | 同時播放 |
| 高知縣         | 高知SunSun電視台 (KSS) | 富士電視台系列                               | 每月1回不定期星期日 24:25 - 25:25 | 2012年10月21日 - | 同時播放 |
| 福岡縣         | 西日本電視台 (TNC)     | 富士電視台系列                               | 每月1回不定期星期日 24:25 - 25:25 | 2012年10月21日 - | 同時播放 |
| 佐賀縣         | 佐賀電視台 (STS)       | 富士電視台系列                               | 每月1回不定期星期日 24:25 - 25:25 | 2012年10月21日 - | 同時播放 |
| 長崎縣         | 長崎電視台 (KTN)       | 富士電視台系列                               | 每月1回不定期星期日 24:25 - 25:25 | 2012年10月21日 - | 同時播放 |
| 熊本縣         | 熊本電視台 (TKU)       | 富士電視台系列                               | 每月1回不定期星期日 24:25 - 25:25 | 2012年10月21日 - | 同時播放 |
| 鹿兒島縣       | 鹿兒島電視台 (KTS)     | 富士電視台系列                               | 每月1回不定期星期日 24:25 - 25:25 | 2012年10月21日 - | 同時播放 |
| 沖繩縣         | 沖繩電視台 (OTV)       | 富士電視台系列                               | 每月1回不定期星期日 24:25 - 25:25 | 2012年10月21日 - | 同時播放 |
| 大分縣         | 大分電視台 (TOS)       | 富士電視台系列 日本電視台系列                | 侍月1回不定期星期二 24:53 - 25:53 | 2012年10月23日 - | 2日遅れ  |
| 宮崎縣         | 宮崎電視台 (UMK)       | 富士電視台系列 日本電視台系列 朝日電視台系列 | 侍月1回不定期星期二 24:53 - 25:53 | 2012年10月23日 - | 2日遅れ  |

## 備註

### 出典
1. 1 2  . ナタリー. 2012-10-12  [2012-11-10]. （原始内容存档于2019-12-01）.
2. 1 2 3 4  . とれたてフジテレビ. 2012-10-09  [2012-11-10]. （原始内容存档于2012-10-17）.
3. 1 2 3
4. 1 2 3 4  . タワーレコードオンライン. 2012-11-15  [2012-11-21]. （原始内容存档于2019-12-02）.

## 外部連結
- 番組基本情報　スナック喫茶エデン （页面存档备份，存于）